# Olaf Saumer
Olaf Saumer (* 22. April 1976 in Kassel, Hessen) ist ein deutscher Filmregisseur, Drehbuchautor und Produzent.

## Leben
Von 1999 bis 2007 studierte er Film an der Kunsthochschule Kassel. Im Dezember 2006 gründete er die Produktionsfirma Tagträumerfilm. Olaf Saumer lebt und arbeitet in Berlin.
Er produzierte unter anderen den Kurzfilm Kleine Annabelle, der von der Deutsche Film- und Medienbewertung (FBW) mit dem Prädikat besonders wertvoll ausgezeichnet wurde. Der Film hatte 2007 Premiere auf dem Filmfestival Max Ophüls Preis und der Bayerische Rundfunk sendete den Film 2009 in der BR-Kurzfilmnacht. Bei seinen Filmen ist er neben der Produktion auch für Drehbuch, Regie und Schnitt verantwortlich.
Sein Abschlussfilm Suicide Club, der im Januar 2010 im Langfilmwettbewerb des Filmfestival Max Ophüls Preis seine Uraufführung hatte, erhielt dort den Interfilmpreis 2010. Außerdem erhielt der Film den Hauptpreis der Jury – den „CIGALE D’OR“  auf dem französischen Filmfestival Ciné-Festival Pays de Fayence sowie den nordhessischen Filmpreis „Goldener Herkules 2010“ auf dem Kasseler Dokumentarfilm- und Videofest und in San Francisco den „Federico-Fellini-Award 2011“ für den besten ausländischen Debütfilm.
Die Kinostar GmbH aus Stuttgart brachte Suicide Club am 25. November 2010 in die deutschen Kinos. Im Dezember 2010 verlieh die Deutsche Film- und Medienbewertung (FBW) dem Film das Prädikat „wertvoll“.
Momentan arbeitet Olaf Saumer als Drehbuchautor an einem TV-Film für die Rat Pack Filmproduktion in München und an weiteren Filmprojekten als Regisseur.

## Filmografie
- 2004: Stille Wasser, Regie, Drehbuch, Produktion, Schnitt
- 2006: Kleine Annabelle, Regie, Drehbuch, Produktion
- 2007: Eckis Welt, Regie, Drehbuch, Produktion, Schnitt, Kamera
- 2009: Verborgen in Schnuttenbach, Schnitt, Kamera
- 2010: Suicide Club, Regie, Drehbuch, Produktion, Schnitt